# دائرة التلاغمة
دائرة التلاغمة هي من إحدى ر دوائر ولاية ميلة الجزائرية .

## بلديات دائرة التلاغمة
- بلدية التلاغمة
- بلدية وادي سقان
- بلدية المشيرة

## الموقع الجغرافي
الموقع الجغرافي لدائرة التلاغمة تقع دائرة التلاغمة جنوب دائرة شلغوم العيد و بلدية أولاد خلوف دائرة تاجنانت اللتان تنتميان لولاية ميلةأما شرقا فتحدها بلدية أولاد حملة دائرة عين مليلة ولاية أم البواقي و جنوبا بلدية بئر الشهداء دائرة سوق نعمان ولاية أم البواقي. وبلدية لازرو دائرة سريانة ولاية باتنة و إلى الشمال الشرقي و الشرق كل من بلديتي عين سمارة و القطار دائرة الخروب ولاية قسنطينة .